# Villarejo de la Peñuela
Villarejo de la Peñuela és un municipi de la província de Conca, a la comunitat autònoma de Castella-La Manxa.

## Demografia
| 1991 |  | 1996 |  | 2001 |  | 2004 |
| ---- |  | ---- |  | ---- |  | ---- |
| 44   |  | 36   |  | 32   |  | 31   |